# Parque Nacional Natural Las Orquídeas
Der Parque Nacional Natural Las Orquídeas ist ein im Jahr 1974 ausgewiesener Nationalpark und einer der kolumbianischen Parques Nacionales Naturales. Die IUCN führt das Gebiet unter der WDPA ID 148. Er erstreckt sich im Departement Antioquia auf der westlichen Seite des westlichen Kordillerenmassivs auf einer Fläche von 288 km² auf einer Fläche zwischen 350 und 3400 Metern. Durch die großen Höhenunterschiede gibt es eine Vielzahl verschiedener klimatischer Bedingungen und verschiedenste Vegetationszonen im Park. Die Temperaturen schwanken zwischen 4 und 26 °C. Den Namen gaben dem Park die zahllosen Orchideenarten, die in ihm heimisch sind. Etliche Vogelarten wie der Kuckuck Piaya cayana und Vertreter der Gattung Schmuckvögel Cotinga leben im Park.

## Belege
1. ↑  Las Orquideas in Colombia. In: Protected Planet. Abgerufen am 21. September 2020 (englisch).